# チョレント

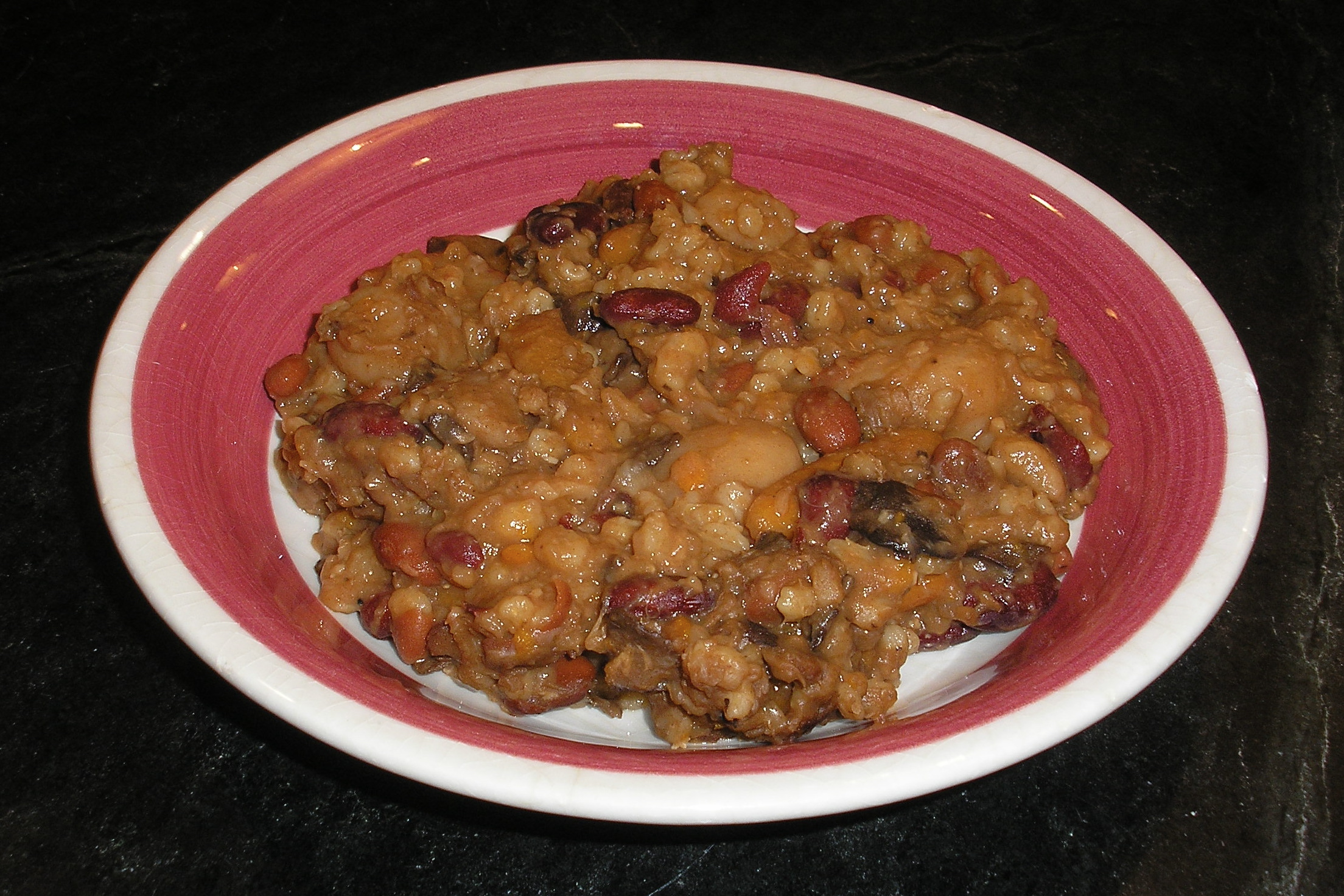
ベジタリアンのチョレント

チョレント（英語: Cholent, ドイツ語: Tscholent Tschulent, ポーランド語: czulent, ハンガリーのイディッシュ語:שאַלעט, salet, salent, イディッシュ語: טשאָלנט , tshont, tsholnt）は、肉・豆・野菜をとろ火で煮た安息日の料理である。

## 名称
チョレントはアシュケナジム系のイディッシュ語であるが、当然世界各地に様々な呼び方がある。
| イエメン・ユダヤ人                 | ハリス Haris                              |
| イラク                             | タビート Tabit                            |
| クルディスタン                     | マトフォニヤ Matphonia                    |
| 北アフリカ（ユダヤ・アラビア語）   | シャヒーナ Shahina / デッフィーナ Deffina |
| ラディーノ語（ユダヤ・スペイン語） | ハミナード Chaminado                      |
| セファルディムのヘブライ語         | ハミーン Chamin                           |